# Вест Вірменія
«Вест Вірменія» (вірм. Ֆուտբոլային Ակումբ Վեստ Արմենիա) — вірменський футбольний клуб з міста Єреван.

## Історія
13 червня 2019 року Ваге Степанян офіційно оголосив про заснування ФК «Вест Вірменія» в Єревані. У перший рік заснування клуб виступав у першій лізі Вірменії, другому дивізіоні вірменського футболу. Спочатку клуб «Вест Вірменія» грав на стадіоні «Міка». 31 травня 2021 року клуб оголосив, що більше не братиме участі в усіх змаганнях через фінансові труднощі. У липні 2022 року разом із клубами «Міка», «Гандзасар Капан», «Сюнік» і резервною командою клубу «Лернаїн Арцах», клуб «Вест Вірменія» отримав ліцензію на участь у сезоні першої ліги Вірменії 2022—2023 років. У 32-й турі, за одну гру до кінця сезону, «Вест Вірменія» була офіційно оголошена чемпіоном першої ліги Вірменії сезону 2022—2023 років, і клуб вийшов до Прем'єр-ліги Вірменії на сезон 2023—2024 років. У першому сезоні виступів у найвищому дивізіоні клуб зайняв 7 місце з 10 учасників.